# Пліс Геннадій Володимирович
Геннадій Володимирович Пліс (нар. 20 травня 1967, м. Первомайськ Луганської області) — перший заступник голови Київської міської адміністрації.
6 вересня 2019 призначений заступником Міністра фінансів України. Голова Державної аудиторської служби (2019—2022), з 13 грудня 2022 року член Рахункової палати України.

## Біографія

### Освіта
У 1991 році закінчив Луганський машинобудівний інститут.
У 1993 році — аспірантуру Московського інституту інженерів транспорту, Московський державний технічний університет ім. Н. Е. Баумана. Кандидат технічних наук.
У 2000 році здобув вищу юридичну освіту, закінчивши Харківську національну юридичну академію ім. Я. Мудрого.
У 2001 році отримав вищу економічну освіту, закінчивши Київський інститут інвестиційного менеджменту.
Крім цього, навчався у Вищій школі управління «Референт» (1990), проходив курси для керівників вугільних компаній за проектом TACIC (1997), курси для керівників вугільних компаній за проектом Western NIS у Польщі (1997), а також проходив навчання за програмою професійної підготовки інвесторів міжнародних фінансових ринків на базі Київського інституту інвестиційного менеджменту і компанії Capital Standard Corporation (1999), стажування у провідних інвестиційних компаніях США (Fidelity Investments Inc., Salomon Smith Barney Inc., UBS Paine Webber, Mellon Bank).

### Кар'єра
У 1985–1987 роках проходив службу в лавах Радянської армії.
Трудову діяльність розпочав у 1991 році на Стахановському вагонобудівному заводі інженером-конструктором, з 1993 року став референтом генерального директора.
У 1994–1996 роках був директором з економіки ВО «Первомайськвугілля».
З 1996 року обіймав посаду заступника генерального директора ВО «Свердловантрацит», з січня 1997 року — першого заступника генерального директора з економіки та комерційних питань.
У липні 1997 року став першим заступником генерального директора з економіки та комерційних питань ДХК «Краснодонвугілля».
У 1998–1999 роках працював першим заступником генерального директора підприємства «Українська справа».
У 1999–2000 роках — віце-президент фірми «ГудТелІнвест».
Впродовж 2001 року — приватний підприємець, фінансовий консультант.
З 2001 по 2002 рік — директор з фінансових та комерційних питань ДХК «Луганськвуглепереробка».
У 2002–2005 роках — директор Луганської обласної філії Агентства з питань банкрутства Мінекономіки України.
У 2005–2006 роках — начальник Фінансово-економічного управління Міністерства вугільної промисловості України.
У 2006–2012 роках — начальник Головного управління внутрішнього фінансового контролю та аудиту Київської міської державної адміністрації.
У 2012–2013 роках — голова наглядової ради ПАТ «Державна продовольчо-зернова корпорація України».
У 2013–2014 роках — директор департаменту внутрішнього аудиту та аналізу ризиків ПАТ «Державна продовольчо-зернова корпорація України».
З серпня 2014 року — радник голови Київської міської державної адміністрації.
З жовтня 2014 року — директор Департаменту внутрішнього фінансового контролю та аудиту Київської міської державної адміністрації.
28 січня 2016 року — 18 грудня 2017 року — перший заступник голови Київської міської державної адміністрації.
20 грудня 2017 року Кабінет Міністрів України призначив тимчасово виконуючим обов'язки заступника державного секретаря Кабміну директора департаменту з питань регіональної політики секретаріату уряду Геннадія Пліса (розпорядження КМУ № 948 від 20 грудня 2017 року).
З квітня 2020 року по листопад 2022 року — Голова Державної аудиторської служби України.
13 грудня 2022 року Верховною Радою України призначено членом Рахункової палати України.

## Спортивні досягнення
Досягнення Геннадій Пліс — майстер спорту СРСР з важкої атлетики (1984), член збірної України[джерело?], чемпіон України[джерело?], призер першості СРСР[джерело?]. Захоплюється екстремальними видами спорту (вейкборд, дайвінг, сноуборд та ін.).

## Публікації
Геннадій Володимирович є автором монографії «Особливості інвестування на закордонних фінансових ринках», а також статей у науково-технічних виданнях.

## Джерело
- Офіційний портал КМДА [Архівовано 2 лютого 2016 у Wayback Machine.]